# Bejt Jehošua
Bejt Jehošua (hebrejsky בֵּית יְהוֹשֻעַ, doslova „Jehošuův dům“, v oficiálním přepisu do angličtiny Bet Yehoshua, přepisováno též Beit Yehoshua) je vesnice typu mošav v Izraeli, v Centrálním distriktu, v Oblastní radě Chof ha-Šaron.

## Geografie
Leží v nadmořské výšce 21 metrů v hustě osídlené a zemědělsky intenzivně využívané pobřežní nížině, respektive Šaronské planině. Na severozápadním okraji obce začíná vádí Nachal Udim.
Obec se nachází 3 kilometry od břehu Středozemního moře, cca 22 kilometrů severoseverovýchodně od centra Tel Avivu, cca 62 kilometrů jihojihozápadně od centra Haify a 1 kilometrů jihovýchodně od okraje města Netanja, se kterým je stavebně téměř propojen. 2 kilometry na severovýchod leží menší město Even Jehuda. Bejt Jehošua obývají Židé, přičemž osídlení v tomto regionu je etnicky převážně židovské.
Bejt Jehošua je na dopravní síť napojen pomocí silnice číslo 553, jež západně od osady ústí do pobřežní dálnice číslo 2. Do Even Jehuda odtud vybíhá lokální silnice číslo 5611. Obcí prochází pobřežní železniční trať. Nachází se tu železniční stanice Bejt Jehošua. Stanice byla zprovozněna roku 1953 a od té doby prošla několika rekonstrukcemi. Až do výstavby silničního mostu přes trať byla obec proslulá častými dopravními zácpami způsobenými průjezdem vlaků.

## Dějiny
Bejt Jehošua byl založen v roce 1938. Ke zřízení vesnice došlo 17. srpna 1938. Zakladateli byli Židé z Polska napojení na hnutí Bnej Akiva. Během 30. let 20. století procházeli výcvikem v Petach Tikva. Šlo zpočátku o opevněnou osadu typu Hradba a věž. Pojmenována byla po sionistickém funkcionáři Jehošu'ovi Tahonovi (יהושע טהון). Původně byla vesnice organizována jako kibuc, roku 1948 se změnila na mošav. Podle jiného zdroje se na vzniku osady podíleli členové mládežnického hnutí ha-No'ar ha-cijoni.
Před rokem 1949 měl Bejt Jehošua rozlohu katastrálního území 1275 dunamů (1,275 kilometru čtverečního).
Ve vesnici funguje centrum pro absorpci přistěhovalců. Sloužilo například pro ubytování etiopských Židů během Operace Šalamoun. Místní ekonomika je založena na zemědělství (pěstování květin, citrusů, zeleniny, avokáda) a průmyslu. Část obyvatel za prací dojíždí mimo obec. V roce 1997 bylo zahájeno stavební rozšíření mošavu s cca 80 novými domy. V mošavu fungují mateřské školy, základní škola, plavecký bazén a knihovna.

## Demografie
Podle údajů z roku 2014 tvořili naprostou většinu obyvatel v Bejt Jehošua Židé – cca 1000 osob (včetně statistické kategorie "ostatní", která zahrnuje nearabské obyvatele židovského původu ale bez formální příslušnosti k židovskému náboženství, cca 1100 osob).
Jde o menší sídlo vesnického typu s dlouhodobě rychle rostoucí populací. K 31. prosinci 2014 zde žilo 1057 lidí. Během roku 2014 populace stoupla o 4,9 %.
| Rok            | 1948 | 1961 | 1972 | 1983 | 1995 | 2001 | 2003 | 2004 | 2005 | 2006 | 2007 | 2008 | 2009 | 2010 | 2011 | 2012 | 2013 | 2014 |
| -------------- | ---- | ---- | ---- | ---- | ---- | ---- | ---- | ---- | ---- | ---- | ---- | ---- | ---- | ---- | ---- | ---- | ---- | ---- |
| Počet obyvatel | 178  | 268  | 251  | 361  | 427  | 606  | 687  | 744  | 756  | 784  | 809  | 863  | 903  | 955  | 983  | 1006 | 1008 | 1057 |